# Музей ремесла, архитектуры и быта
Музей ремесла, архитектуры и быта — музей народных промыслов в Калуге, создан в 1991 году. По размеру экспозиции и режиму работы — это малый музей, с ежегодным обслуживанием до 2000 человек.

## Экспозиция
В составе музея включены три стационарных композиции, посвящённых малым архитектурным формам, быту и ремеслам Калужского края. Кроме этого, регулярно демонстрируются временные экспозиции, раскрывающие отдельные аспекты быта и ремесел края (Рождественская выставка, выставка, посвящённая Великой Отечественной войне, выставка окладов икон, выставка вышивки и традиционного костюма Калужского региона, и пр.). 
Особого внимания заслуживает стационарная экспозиция, посвящённая народному художественному промыслу глиняной игрушки города Калуги. Здесь собраны калужские глиняные игрушки из частных коллекций, относящиеся к XVII—XX векам, а также работы современных мастеров восстановленного на базе экспериментальной творческо-опытной лаборатории музея народного художественного промысла глиняной игрушки города Калуги. Во время экскурсии могут быть организованы мастер-классы по специально разработанной программе «Первоначальная работа с глиной», во время которых посетители погружаются в историю ремесла.

### Школа народных мастеров
Школа народных мастеров разработана на базе программы по сохранению и развитию традиционного народного художественного промысла глиняной игрушки города Калуги в рамках российской программы «Наследие». Возглавил её Владимир Александрович Ткаченко. Отличительной чертой школы народных мастеров является работа с традиционной городской глиняной игрушкой. При разработке образовательной программы «Школа народных мастеров» сотрудники музея взвешено и осторожно подходят к проблеме популяризации культурного наследия. Программа эта строится, прежде всего, на выявлении, консервации и изучении имеющихся традиций и уже потом, в результате тщательного и всестороннего анализа, строится методическая база, позволяющая изучать духовную и материальную культуру малой Родины.

## Работа музея

### Экскурсии
Экскурсионное обслуживание — бесплатное. Размер группы — не более 10 человек (включая сопровождающих лиц — не более 15).

### Научная деятельность
За время существования музея, его сотрудниками написано более полутора сотен исследовательских работ, опубликованных в ряде международных, российских и региональных научных изданий.

### Работа с коллекционерами
Сотрудниками музея ведётся постоянная работа с держателями частных коллекций. Экспозиция почти полностью сформирована из коллекций, которые были переданы на временное хранение в музей ремесла, архитектуры и быта. Музей обеспечивает возможность демонстрации уникальных коллекционных собраний в других музеях России.

### Занятия в школе народных мастеров
При музее много лет функционирует школа народных мастеров, где изготовлению глиняной игрушки учатся взрослые и дети. Школа народных мастеров создана на базе народного художественного промысла глиняной игрушки города Калуги.